# Jávoros (település)
Jávoros (Jugăstreni), település Romániában, a Partiumban, Máramaros megyében.

## Fekvése
Magyarlápostól délnyugatra, Erdőszállás, Drágavilma és Tordavilma közt fekvő település.

## Nevének eredete
Jávoros neve a román jugástru szóból származott, melynek magyar jelentése jávorfa, tehát jávorfás erdejéről nevezték el.

## Története
Jávoros nevét 1603-ban említette először oklevél pagus Gyugasztra néven, tmint a kővári uradalom drágavilmai járásába tartozó falut.
1639-ben Gsugásztra, 1650-ben Gyugasztra, 1662–1663 között Czugasztrafalva, 1733-ban Dzugastrény, 1750-ben Zsugesztreny, 1760–1762 között Sugestreni, 1808-ban Csugasztra, 1888-ban
Zsugásztra (Jugastra), 1913-ban Jávoros néven írták.
A falu keletkezése az 1567-1603 közé tehető, mivel neve kővár összes tartozékának 1567 évi felsorolásánál még első nem fordult elő.
1604-ben Basta a falu jövedelmét kisbuni Vajda Jánosnak adta.
1617-ben Magyar Mihály Báthori Gábortól kapott birtoka volt, de Bethlen Gábor elfoglalta tőle.
1650-ben Kővárhoz tartozó kincstári birtoknak írták.
1664 előtt Berkeszi Makay Mihály birtoka volt, kinek örökös nélküli halála után a birtokot I. Apafi Mihály fejedelem  Bucsi Istvánnak adta zálogba s ebbe az 1675 évi országgyülés is beleegyezett, majd 1674-ben a fejedelem Bucsi Mihályt e birtokában meg is erősítette.
1639-ben Gsugásztra I. Rákóczi György birtoka volt.
1699-ben e birtok Bucsi István árváié.
1749-ben birtokosai a Bucsi örökösök; Bucsi Zsuzsánna és gyermekei.
1820-ban a Bucsi örökösök: Vajda József, néhai idős Galambosi József fiai: Galambos Sándor, Galambos Samu és László (Váradi Róza) özvegyeinek birtoka volt.
1829-ben azonban a kincstár e birtokot fentnevezett birtokosaitól magához váltotta.
1910-ben 213 lakosából 5 német, 208 román volt. Ebből 201 görögkatolikus, 7 görögkeleti ortodox, 5 izraelita volt.
A trianoni békeszerződés előtt Szolnok-Doboka vármegye Magyarláposi járásához tartozott.